# Gare de Corbehem
Gare de Corbehem vasútállomás Franciaországban, Corbehem településen.

## Vasútvonalak
Az állomást az alábbi vasútvonalak érintik:
- Párizs-Lille-vasútvonal

## Kapcsolódó állomások
A vasútállomáshoz az alábbi állomások vannak a legközelebb:
- Gare de Douai
- Gare de Brebières-Sud